# قرار مجلس الأمن التابع للأمم المتحدة رقم 1397
تم اتخاذ قرار مجلس الأمن التابع للأمم المتحدة رقم 1397 يوم 12 مارس 2002 من قبل مجلس الأمن الدولي. وطالب المجلس بوضع حد لأعمال العنف التي وقعت بين الجانبين الإسرائيلي والفلسطيني منذ بداية الانتفاضة الثانية في سبتمبر عام 2000. وكان هذا أول قرار تبناه مجلس الأمن يدعو إلى إنهاء الصراع عبر حل الدولتين.
اعتمد القرار بموافقة 14 وامتناع سوريا، التي رأى ممثلها أن القرار لم يتطرق لمخاوف الدول العربية.